# Nobuo Hara
Nobuo Hara (jap. 原 信夫, Hara Nobuo; * 19. November 1926 in Toyama, Präfektur Toyama, eigentlich Nobuo Tsukahara 塚原 信夫, Tsukahara Nobuo; † 21. Juni 2021 in Tokio) war ein japanischer Tenorsaxophonist und Jazz-Bandleader.

## Leben und Wirken
Hara spielte ab 1943 in einer Band der japanischen Kriegsmarine und nach dem Zweiten Weltkrieg in Offiziers-Clubs in Tokio. 1952 gründete er die Jazz-Big-Band Sharps and Flats, die dazu beitrug, Jazz in Japan in den 1950er Jahren populär zu machen und mit der er 1967 der erste Japaner war, der mit eigener Band auf dem Newport Jazz Festival auftrat. Seine Big-Band bestand bis in die 2000er Jahre und war anfangs an Woody Hermans Big Band ausgerichtet. Er machte zahlreiche Plattenaufnahmen in Japan, zum Beispiel Double Exposure (1970, arrangiert von Toshiko Akiyoshi), Giant Steps: Nobuo Hara meets Elvin Jones, Frank Foster (1978) und 3-2-1-0/Oliver Nelson (1969).
Von November 2008 bis Februar 2010 hatte er mit seiner Band seine Abschlusstour.
Er spielte mit zahlreichen durchreisenden Musikern in Japan, unter anderem Quincy Jones, Count Basie, Miles Davis, Sammy Davis junior, Perry Como, Henry Mancini, Sylvie Vartan, Nat King Cole, Yves Montand, Sarah Vaughan und Diana Ross.
Er gewann mehrere Leserumfragen des Swing Journal ab 1956.